# Diestelow
Diestelow este o comună din landul Mecklenburg-Pomerania Inferioară, Germania.